# Čehovec
Čehovec is een plaats in de gemeente Prelog in de Kroatische provincie Međimurje. De plaats telt 725 inwoners (2001).